# Heterotheca monarchensis
Heterotheca monarchensis là một loài thực vật có hoa trong họ Cúc. Loài này được D.A.York, Shevock & Semple mô tả khoa học đầu tiên năm 1996.